# .cu
.cu ist die länderspezifische Top-Level-Domain (ccTLD) von Kuba. Sie existiert seit dem 3. Juni 1992 und wird vom ortsansässigen Unternehmen CENIAInternet verwaltet.

## Eigenschaften
Adressen können sowohl auf zweiter als auch auf dritter Ebene registriert werden. Nur kubanische Staatsbürger und Unternehmen Kubas haben das Recht, eine .cu-Adresse zu registrieren. Zwar gab es im April 2009 offizielle Berichte, auch Ausländer könnten die Top-Level-Domain verwenden, jedoch steht diese Angabe nicht zweifelsfrei fest. Unter .cu existieren diverse Domains auf zweiter Ebene, zu denen die Folgenden zählen:
- .com.cu für Unternehmen
- .edu.cu für Bildungseinrichtungen
- .gob.cu für kubanische Behörden
- .gov.cu für die kubanische Regierung
- .inf.cu für allgemeine Informationen
- .net.cu für Internetdienstleister
- .org.cu für gemeinnützige Organisationen

Darüber hinaus gibt es weitere Domains auf zweiter Ebene, die an andere Organisationen vergeben wurden, co.cu, sld.cu, tur.cu, cyt.cu und get.cu. Insgesamt gibt es unter der TLD .cu nach Angaben der Vergabestelle im April 2009 gut 2200 Domains und im September 2015 etwa 6700 Domains.

## Weblink
- Vergabestelle CENIAInternet